# یواس‌اس اونسلو (ای‌وی‌پی-۴۸)
یواس‌اس اونسلو (ای‌وی‌پی-۴۸) (به انگلیسی: USS Onslow (AVP-48)) یک کشتی بود که طول آن ۳۱۰ فوت ۹ اینچ (۹۴٫۷۲ متر) بود. این کشتی در سال ۱۹۴۲ ساخته شد.